# Hemiplasta
Hemiplasta is een geslacht van Phasmatodea uit de familie Diapheromeridae. De wetenschappelijke naam van dit geslacht is voor het eerst geldig gepubliceerd in 1908 door Redtenbacher.

## Soorten
Het geslacht Hemiplasta omvat de volgende soorten:
- Hemiplasta aptera Günther, 1938
- Hemiplasta falcata (Redtenbacher, 1908)
- Hemiplasta sarasinorum Günther, 1938
- Hemiplasta styligera (Bates, 1865)